# 広島市立緑井小学校
広島市立緑井小学校（ひろしましりつ みどりいしょうがっこう）は、広島県広島市安佐南区緑井四丁目にある公立小学校。

## 歴史
- 明治8年 - 創立
- 明治14年 - 校舎新築
- 昭和10年 - 校歌制定
- 昭和50年 - 創立100周年
- 平成11年 - コンピュータ教室設置
- 平成16年 - 東校舎完成(コンピュータ教室移設）

## 学区
広島市安佐南区緑井1-5丁目、緑井町
地区としては、岩谷地区、日吉地区、大下地区、中組地区、八敷地区の５つに分けられている。集団下校の際にも前述の地区ごとで振り分けられる。

## 進路
卒業生は広島市立城南中学校に進学する人が約６割、広島市立安佐中学校に進学する人が約４割である。
2004年以前までは基本的に岩谷地区に在住していた生徒は安佐中学校、その他は城南中学校へ進学することになっていたが、2005年３月卒業生からは希望制（偏った場合は公開抽選）で進路先が決定されることとなった。

## 備考
- 広島市立緑井幼稚園が併設されている
- 当学校では、読書の時間などがある